# 澳門有線電視
澳門有線電視（英語：Macau Cable Television）於2000年7月8日開播，是澳門的有線電視供應商。截至2010年，客戶人數為26,489戶。目前有6成澳門居民使用澳門有線電視的訊號。

## 簡史
1999年4月22日，由葡萄牙電訊和數名中資股東擁有的澳門有線電視獲當時的澳葡政府發出一個特許專營牌照，為期15年。澳門有線電視於2000年7月8日正式開播，至2002年澳門有線電視已有超過二萬餘戶用戶。 2007年1月底，廣星傳訊以超過澳門幣一億元收購原由葡萄牙電訊持有的澳門有線電視股權，成為大股東，以協助解決與澳門公共天線公司有關的歷史問題。
2014年，澳門有線電視與原公共天線公司的合作協議於4月21日屆滿，澳門特別行政區政府成立的澳門基本電視頻道將與原公共天線公司合作傳送基本電視頻道。

## 頻道名單
| 自製頻道 |                                        | |                |          |          |                                 |
| 頻道編號 | 頻道名稱                               | 頻道簡介 | 廣播制式       | 視訊制式 | 啟播日期 | 相關連結                        |
| 60       | 有線第三高清頻道 Macau Cable TV Ch3 HD | 高清綜合頻道，大部分時間以轉播節目為主，自製節目包括全程轉播澳門特別行政區立法會全體會議                                   | 模擬及數碼廣播 | 高清電視 | 2015年   | 官方網站 （页面存档备份，存于） |
| 61       | 有線第一頻道 Macau Cable TV Ch1        | 綜合頻道，目的是播放澳門適適相關的時事內容及澳門本地的美食娛樂資訊，大部分時間以轉播節目為主                               | 模擬及數碼廣播 | 標清電視 | 2001年   | 官方網站 （页面存档备份，存于） |
| 62       | 有線互動新聞台 Cable News Channel      | 新聞頻道，目的是播放澳門及珠海適適相關的時事內容及澳門本地的資訊，間中播放自製節目包括全程轉播澳門特別行政區立法會全體會議 | 模擬及數碼廣播 | 標清電視 | 2014年   | 官方網站 （页面存档备份，存于） |

- 其他詳情請參見官網

澳門有線電視頻道列表（页面存档备份，存于）

## 外部連結
- 澳門有線電視（页面存档备份，存于）
- YouTube上的澳門有線電視頻道